# József Klein
József Klein (n. 30 ianuarie 1896, Cermei, comitatul Arad – d. 1944 - 1945, lagărul de concentrare Auschwitz?) a fost un pictor evreu de limbă maghiară, reprezentant al școlii de pictură de la Baia Mare.

## Viața
S-a născut într-o familie modestă, sărăcia marcându-i până la final concepția artistică. Tatăl său a fost zugrav, o meserie fără prea mare căutare, pe care a moștenit-o și fratele său și de care a fost ferit, probabil, talentul la desen manifestat încă din gimnaziu. Încurajat de profesorii săi, în 1916 Klein József s-a înscris la Academia de Arte Frumoase din Budapesta, în pofida marilor neajunsuri materiale. I-a avut ca profesori pe Karoly Ferenczy și Istvan Reti. În 1919 a lucrat în colonia de la Kecskemet cu Vilmos Perlrott-Csaba iar în anul următor la Baia Mare. În 1925 s-a căsătorit cu Piroska Kohn și s-a stabilit la Baia Mare. În perioada 1934-1937, Klein s-a mutat la București, în speranța unei situații materiale mai bune, dar s-a întors la Baia Mare, unde a locuit și creat până la momentul deportării.
A fost deportat în iunie 1944 la Auschwitz, unde a murit, fără a se cunoaște data decesului.

## Orientarea artistică
Este considerat un reprezentant al avangardei românești și maghiare aflat în contact cu tendințele moderne care au schimbat pictura europeană la începutul secolului al XX-lea. Nu a renunțat la figurativ, lucrările sale punând accentul pe un desen sintetic cu linia fermă, tensionată, fiind influențat de noua obiectivitate și expresionism. De altfel, artistul nu este singular, ci, mai degrabă, exemplar în ceea ce privește caracterul de sinteză a curentelor avangardiste ale vremii. După consumarea experienței de primă și absolută noutate a rețetelor avangardei europene, acestea sunt preluate și diseminate în spațiul românesc în forme de amestec.
Deși opera sa a stat la început sub semnul unei viziuni cvasi-tradiționaliste, perioada petrecută la Paris între 1925 și 1927 a însemnat deschiderea sa față de noile orientări artistice, Marc Chagall, Pablo Picasso și Maurice Utrillo numărându-se printre modelele sale. Întors în țară, lucrările expuse de-a lungul anilor la București, Cluj sau Timișoara pun în evidență un eclectism al opțiunilor, transpus în forme esențializate, în care cubismul, expresionismul și constructivismul se suprapun influențelor neoclasicismului. Aceste tendințe sunt vizibile și în lucrările de grafică, unde componenta constructivă, asociată unui mesaj de factură angajată, este mult mai evidentă.
Majoritatea creației lui József Klein dezvăluie preocupările sale pentru social, artistul exprimându-se în spiritul unei simpatii față de categoriile și clasele sociale aflate la baza de jos a societății, lucru care-l plasează pe traiectoria inițiată de realismul francez în secolul al XIX-lea. A prezentat cu un pronunțat caracter expresiv minerii truditori, săracii cărăuși de vreascuri, familiile aﬂate la limita subzistenței.

## Opera
O parte însemnată a picturilor lui Klein József au fost salvate în timpul Holocaustului de pictorul Krizsán János.
Muzeul de Artă „Centrul Artistic Baia Mare” are în patrimoniu picturile intitulate Pauză pentru masă, Construcția drumului

## Imagini

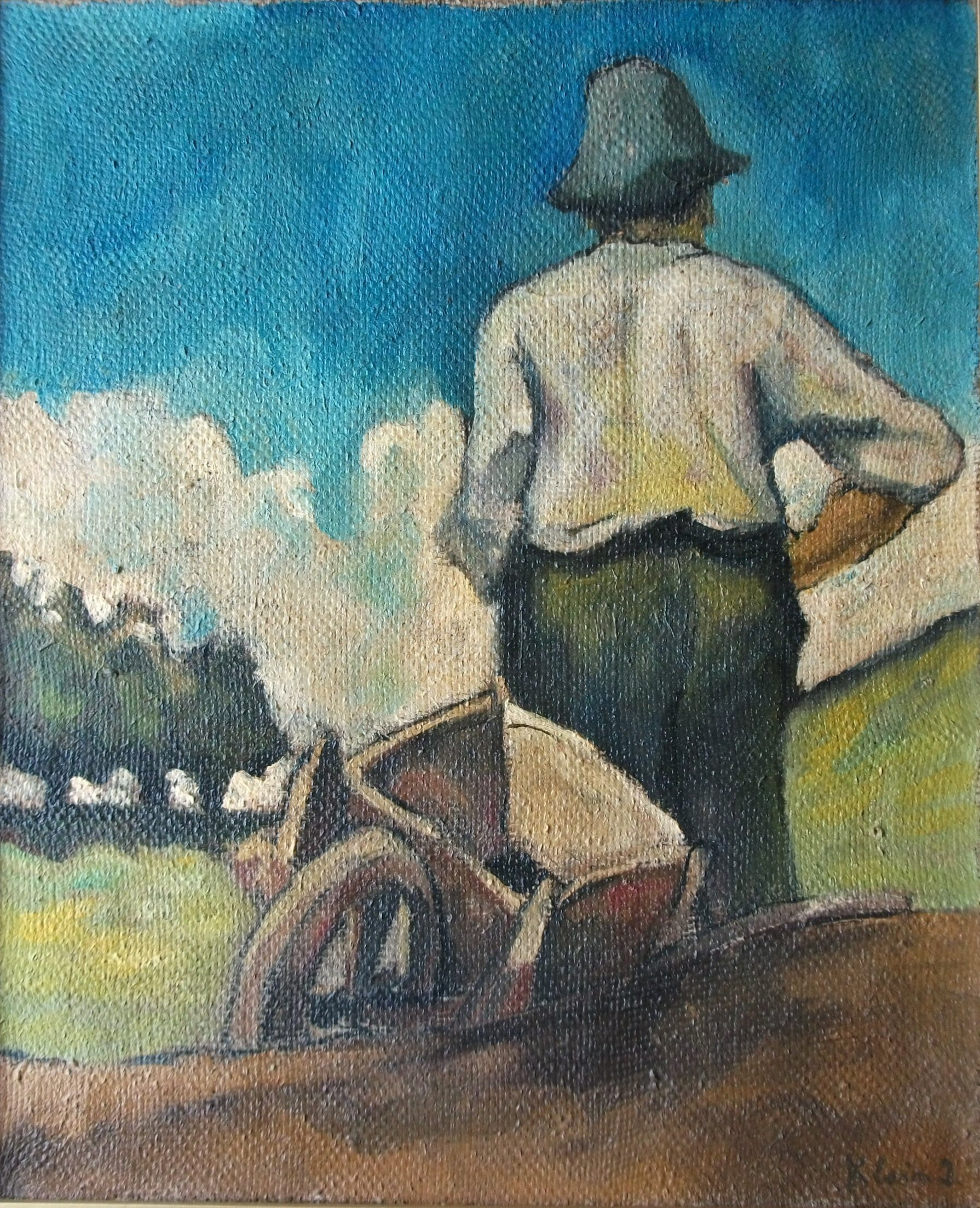
Muncitor

## Muzee
- Muzeul de Artă din Baia Mare
- Muzeul Național de Artă al României, București
- Hungarian National Gallery, Budapesta
- Muzeul de Artă din Cluj
- Muzeul Țării Crișurilor din Oradea

## Literatură
- Jenő Murádin: Klein József, Editura Kriterion, 1977
- Maria Zintz: Artiștii plastici din nordul Transilvaniei victime ale holocaustului, p. 167–188, Editura Arca, 2007, ISBN 978-973-1881-00-3